# Rolf Krauß (Fußballspieler)
Rolf Krauß (* 21. Oktober 1930) ist ein ehemaliger deutscher Fußballspieler.
Krauß begann seine Karriere bei der SpVgg Cannstatt. 1950 wechselte er zum VfB Stuttgart. Krauß war sehr flexibel einsetzbar und ersetzte beim VfB sogar einmal den verletzten Torhüter Karl Bögelein. In der Oberliga Süd absolvierte er 67 Spiele für den VfB in denen er 11 Tore erzielte. Am 22. Juni 1952 spielte Krauß im Endspiel um die Deutsche Meisterschaft für den VfB als rechter Verteidiger gegen den 1. FC Saarbrücken und wurde durch den 3:2-Sieg mit den Stuttgartern Deutscher Meister. Nachdem er 1954 mit dem VfB Stuttgart den DFB-Pokal gewonnen hatte, wechselte Krauß 1956 zum VfR Heilbronn.